# Raimund Thomas

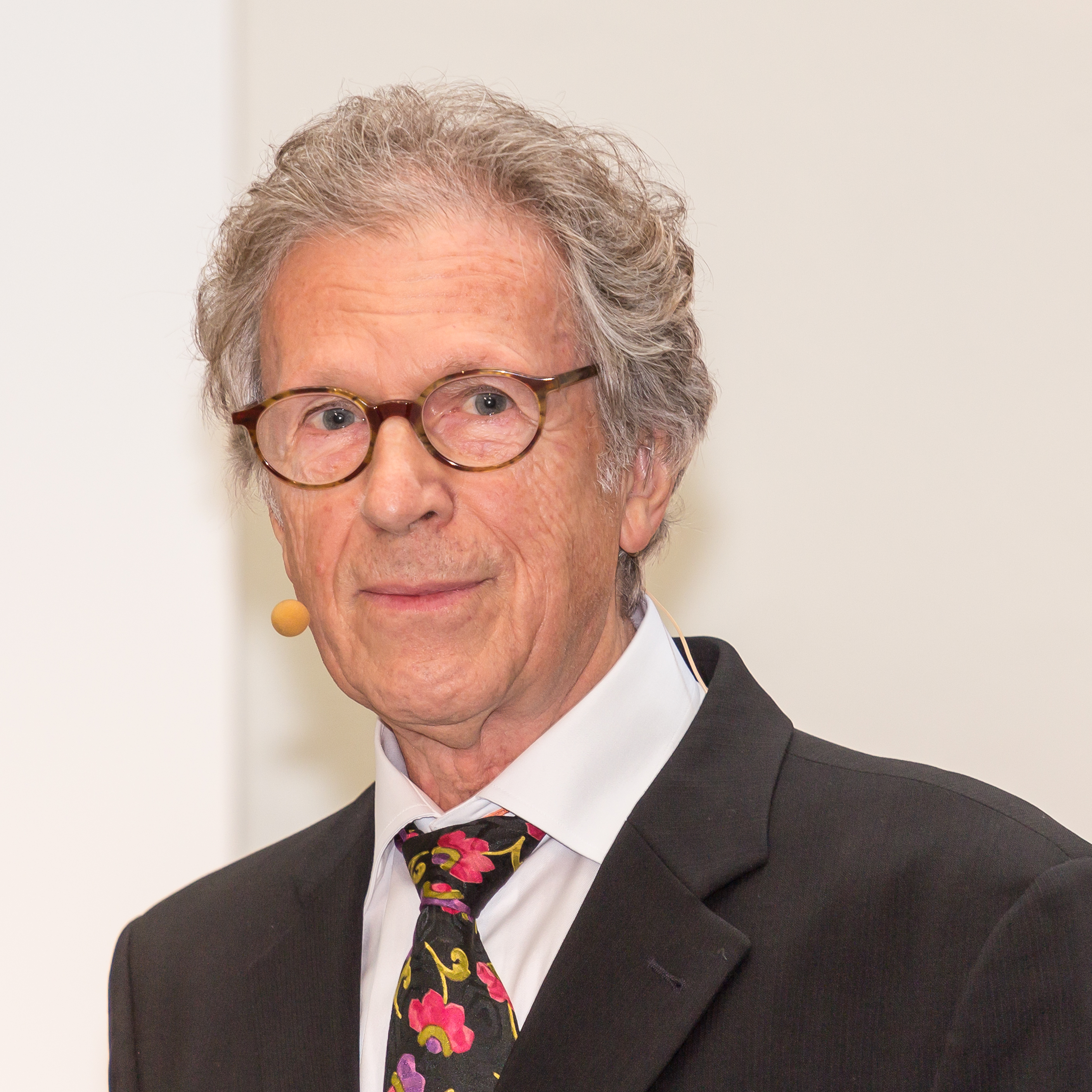
Raimund Thomas (2016)

Raimund Thomas (* 1938 in Krefeld) ist ein deutscher Galerist und Kunsthändler für Deutschen Expressionismus, Klassische Moderne sowie moderne und zeitgenössische Kunst.

## Leben
Raimund Thomas studierte zunächst Architektur und später Kunstgeschichte in München, bevor er 1961 beschloss, Galerist zu werden. Praktische Erfahrungen erlangte er im internationalen Galeriewesen, in London, Paris und New York.
1964 eröffnete er in München eine eigene Galerie in der Maximilianstrasse 25.
1967 stellte Raimund Thomas neben Rudolf Zwirner, Alfred Schemela, Michael Werner und anderen Galeristen beim ersten Kölner Kunstmarkt aus, eine der ältesten Kunstmessen Europas für moderne Kunst und Vorläufer der Art Cologne.
1986 gründete er, zusammen mit vier weiteren Kunsthändlern das Berliner Auktionshaus Villa Grisebach Auktionen
1987 eröffnete Raimund Thomas in München mit dem „A 11 Art Forum“ eine private Kunsthalle, in der er seine persönliche Ausstellungsperspektive der Öffentlichkeit vorstellte. Bis 1990 gab sie einen Querschnitt der Kunst der Achtzigerjahre wieder. Ausgestellt wurden Werke der „documenta 8.“, der Biennale in Venedig, sowie Werke von Joseph Beuys und junge zeitgenössische Kunst, aber auch Klassisches wie das gesamte lithographische Werk von Pablo Picasso.
2009 eröffneten Raimund Thomas und Silke Thomas in der Türkenstraße 16 einen zweiten Standort in München: die Galerie Thomas Modern. Im Jahr 2015 wurde der Standort in der Maximilianstrasse aufgegeben und mit dem Standort in der Türkenstrasse zusammengelegt.

## Galerie Thomas
Seit ihren Anfängen, 1964, präsentierte die Galerie Thomas wegweisende Ausstellungen mit Werken des Deutschen Expressionismus und der Klassischen Moderne, die das deutsche Publikum während und nach der Zeit des Nationalsozialismus lange nicht gesehen hatte.
Künstler des Blauen Reiter, wie Wassily Kandinsky, Alexej Jawlensky, Gabriele Münter, Franz Marc, August Macke, sowie Künstler des Deutschen Expressionismus, wie etwa Ernst Ludwig Kirchner, Otto Mueller, Emil Nolde, Max Pechstein, Karl Schmidt-Rottluff, Erich Heckel, Christian Rohlfs und Künstler, die am Bauhaus tätig waren, wie Paul Klee oder Oskar Schlemmer sind seither untrennbar mit dem Programm der Galerie verbunden.
1978 präsentierte die Galerie eine Ausstellung mit hundert zuvor nie gezeigten Werken von Alexej von Jawlensky.
Ein weiterer Meilenstein in der Galeriegeschichte war der Erwerb bedeutender expressionistischer Werke aus der legendären „Sammlung Rheingarten“.
Mit Ausstellungsereignissen wie dem Zyklus „Die Blaue Vier“, der nacheinander Paul Klee, Wassily Kandinsky, Alexej Jawlensky und Lyonel Feininger präsentierten, führte Raimund Thomas die Tradition seiner bekannten Vorgänger Günter Franke und Otto Stangl fort.
Einzelausstellungen von Pablo Picasso, Max Ernst oder Joan Miró festigten das Renommee der Galerie auf dem Gebiet des Deutschen Expressionismus und der Klassischen Moderne.
Einen zweiten Schwerpunkt in der Galerie bildeten Ausstellungen der internationalen Avantgarde, darunter Künstler wie Yves Klein, Tom Wesselmann, Cy Twombly, Eduardo Chillida, Gerhard Richter, Joseph Beuys, Horst Antes und Gotthard Graubner.
In den achtziger Jahren förderte die Galerie Thomas verstärkt die Nachwuchskunst, unter anderem die Neuen Wilden, die mit ihrer expressiven Malweise an die Maler der Brücke anschlossen und zusammen mit diesen in zahlreichen Ausstellungen gezeigt wurden.
1984 lud Raimund Thomas die Hauptakteure der New Yorker Graffiti-Szene nach München ein. Vor seiner Galerie, in direkter Nachbarschaft zu den edelsten Geschäften kam es zu einer öffentlichen Spray-Aktion.
Am 16. Juli 2024 wurde von der Galerie und Edition Raimund Thomas GmbH & Co. KG beim Amtsgericht München ein Antrag auf Insolvenz eingereicht.
Die Insolvenz der Münchner Galerie Thomas beschäftigt die Staatsanwaltschaft: Es geht um Betrug und Insolvenzverschleppung in Millionenhöhe. Die Tochter des Galeristen saß zwischenzeitlich in U-Haft, der 87-jährige Raimund Thomas ist untergetaucht.

## Galerie Thomas Modern
Im Kunstareal München, einem Museumsviertel in der Maxvorstadt München, eröffnete die Galerie Thomas 2009 in der Türkenstraße 16 eine zweite Galerie: die Galerie Thomas Modern. Auf 500 m² entstand ein Ausstellungshaus für Kunst nach 1945. Gezeigt wurden Vertreter der deutschen Nachkriegskunst wie Joseph Beuys und Anselm Kiefer, sowie deren Zeitgenossen in den USA, Andy Warhol, Tom Wesselmann, Jim Dine, Joan Mitchell, George Segal und Sam Francis. Auch international etablierte Künstler der jüngeren Generation, wie Chuck Close fanden dort Beachtung. Marc Quinn und Peter Halley. Zwischen 2011 und 2015 existierte ein Projektraum für junge Kunst.
Seit 2015 befanden sich beide Galerien unter einem Dach – in der Türkenstraße 16, direkt gegenüber der Pinakothek der Moderne.

## Künstler
Künstler der Galerie Thomas
- BRÜCKE (Erich Heckel, Ernst Ludwig Kirchner, Otto Mueller, Emil Nolde, Max Pechstein, Karl Schmidt-Rottluff)
- BLAUER REITER (Heinrich Campendonk, Alexej Jawlensky, Wassily Kandinsky, Paul Klee, August Macke, Franz Marc, Gabriele Münter, Marianne von Werefkin)
- BAUHAUS (Josef Albers, Lyonel Feininger, Wassily Kandinsky, Paul Klee, Oskar Schlemmer)
- KLASSISCHE MODERNE (Ernst Barlach, Max Beckmann, Lovis Corinth, Otto Dix, George Grosz, Oskar Kokoschka, Georg Kolbe, Max Liebermann, Christian Rohlfs, Egon Schiele, Kurt Schwitters, Hans Arp, Alexander Calder, Marc Chagall, Robert Delaunay, Max Ernst, Fernand Léger, René Magritte, Henri Matisse, Joan Miró, Edvard Munch, Pablo Picasso, Chaim Soutine)
- MODERN (Willi Baumeister, Fernando Botero, Georges Braque, Eduardo Chillida, Jean Dubuffet, Alberto Giacometti, Ernst Wilhelm Nay, Louise Nevelson, Serge Poliakoff, Antoni Tàpies, William Turnbull, Victor Vasarely, Fritz Winter)
- SKULPTUREN (Alexander Archipenko, Baltasar Lobo, Gerhard Marcks, Arnaldo Pomodoro, Renée Sintenis)

Künstler der Galerie Thomas Modern
- POP ART (Allan d’Arcangelo, Jim Dine, Robert Indiana, Roy Lichtenstein, Claes Oldenburg, Robert Rauschenberg, James Rosenquist, Tom Wesselmann, Andy Warhol)
- US POST WAR (Sam Francis, Adolph Gottlieb, Hans Hofmann, Willem de Kooning, Joan Mitchell, George Rickey, George Segal, Frank Stella)
- INTERNATIONAL (Georg Baselitz, Joseph Beuys, John Chamberlain, Dan Flavin, Gotthard Graubner, Anselm Kiefer, Sigmar Polke, Gerhard Richter, Cy Twombly)
- ZERO (Arman, Lucio Fontana, Yves Klein, Heinz Mack, Piero Manzoni, Otto Piene, Jesús Rafael Soto, Günther Uecker)
- CONTEMPORARY (Wim Delvoye, Peter Halley, Imi Knoebel, Marc Quinn, Simon Schubert, Keith Sonnier)

## Auszeichnungen

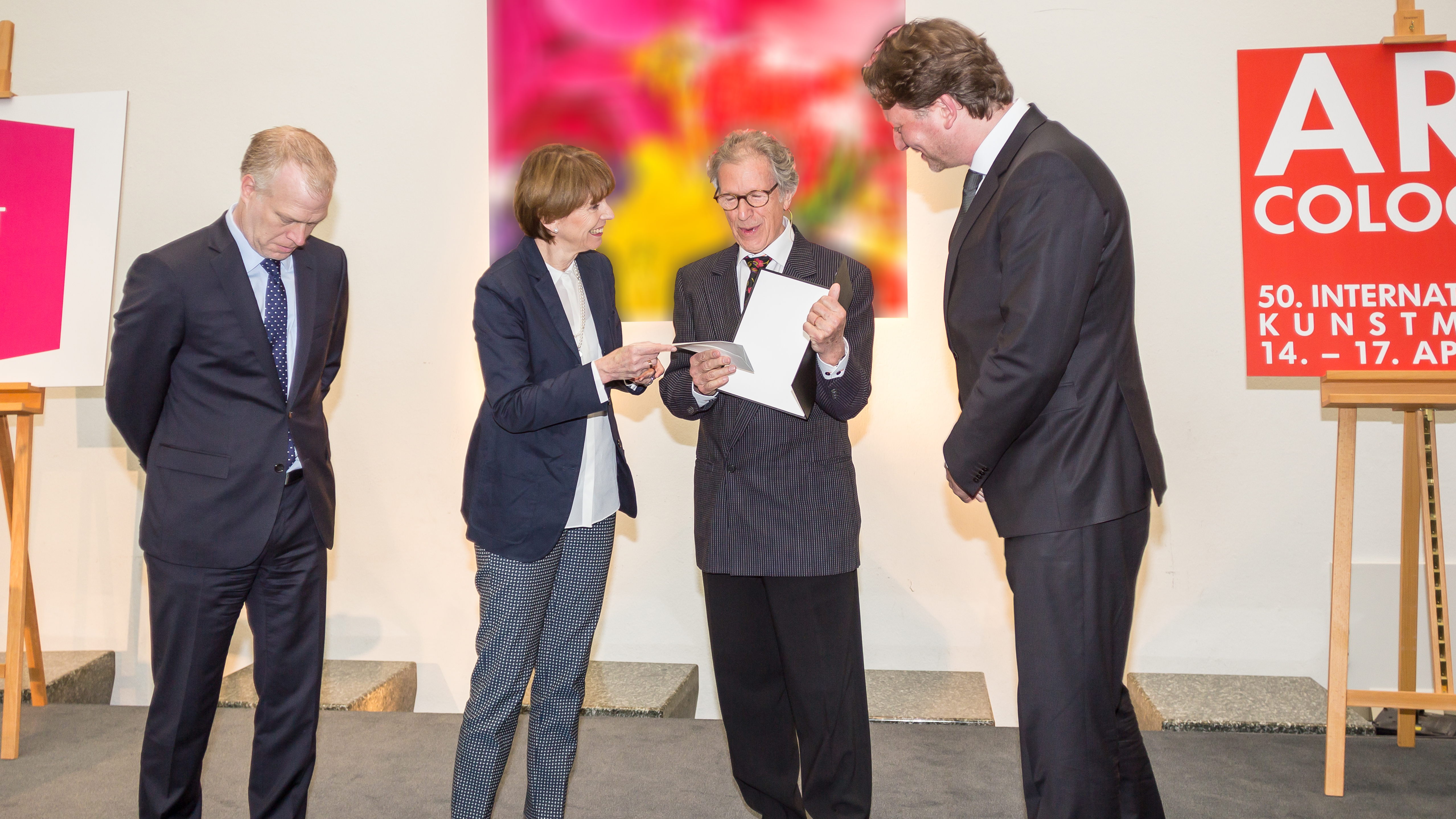
Verleihung des Art Cologne Preis an Raimund Thomas, 2016

Raimund Thomas wurde 2016 der „Art Cologne Preis“ zuerkannt, den er am 14. April 2016 im Historischen Rathaus der Stadt Köln erhielt.